# 中央ムスリム宗務局
中央ムスリム宗務局（ロシア語：Центральное духовное управление мусульман России, ЦДУМ）は、ロシアのイスラーム組織の統括機構。
1944年に設立された、ソ連邦ヨーロッパ部およびシベリア・ムスリム宗務局（ロシア語：Духовное управление мусульман Европейской части СССР и Сибири, ДУМЕС）の後継組織である。1992年11月に、「中央ムスリム宗務局（ЦДУМ）」に名称が変更された。
26の宗務局を傘下に収め、統括機関として中央ムスリム宗務局幹部会（ロシア語：Президиум ЦДУМ）を置いている。2007年現在の幹部会議長（最高ムフティー）は、タルガト・タジュッディン。また、地方組織としてムフタスィブ局（мухтасибат）を置いている。
1992年8月に、タタールスタン共和国ムスリム宗務局（代表：ガブドゥッラー・ガリウッリン）、バシコルトスタン共和国ムスリム宗務局（代表：ヌルムハンメド・ニグマトゥッリン）が、1994年9月にヨーロッパ・ロシア・ムスリム宗務局（代表：シェイフ・ラヴィル・ガイヌッティン）が中央ムスリム宗務局から分離し、独立組織となった。

## 傘下の宗務局
- ニジェゴロド州ムスリム宗務局
- サマラ州ムスリム宗務局
- タタールスタン共和国ムスリム宗務局
- ヨーロッパ・ロシア・ムスリム宗務局
- カレリア・ムスリム宗務局
- ペルム地方ムスリム宗務局
- カラチャイ・チェルケス共和国およびスタヴロポリ・ムスリム宗務局
- カバルダ・バルカル・ムスリム宗務局
- ダゲスタン共和国ムスリム宗務局
- モルドヴィア共和国ムスリム宗務局
- シベリアおよび極東ムスリム宗務局
- ハンティ・マンシ自治管区ムスリム宗務局
- ウクライナ・ムスリム宗務局
- カザフスタン・ムスリム宗務局
- クルグズスタン・ムスリム宗務局
- タジキスタン共和国ムスリム宗務局
- ウズベキスタン共和国ムスリム宗務局